# Fundació Maurí
El Museu Biblioteca Fundació Maurí, situat al carrer de Cardedeu de la Garriga número 17, recull el llegat testamentari de l'il·lustre notari i historiador garriguenc Josep Maurí i Serra, fill il·lustre de la població.
Fundada l'any 1969 i ubicada en la que fou la seva casa natal, la Fundació mostra, a més d'una important selecció de materials arqueològics, importants col·leccions de pintura i escultura, un arxiu fotogràfic de 100.000 imatges de la Garriga, 5.000 fotografies en clixé de vidre, així com l'arxiu històric de la Garriga i una biblioteca especialitzada en història i literatura, així com publicacions locals, formada per un total de 6.000 volums.
El seu arxiu, situat a la primera planta juntament amb la biblioteca-sala d'estudi està compost pels fons de la masia de Can Terrés, l'Arxiu Mora, l'Arxiu Salvador-Torra, l'Arxiu Cors-Pellicer, l'arxiu personal del compositor Josep Sancho Marraco o els arxius d'entitats garriguenques com el Barri de Montserrat, el Grup Rialles o l'Agrupació Sardanista la Garriga. Cal destacar l'Arxiu-Hemeroteca Saraueta compost pels cartells de totes les activitats socioculturals de la Garriga que complementa l'arxiu fotogràfic i d'imatges i una important Col·lecció de Goigs.
Al tercer pis de la Fundació es troba la capella de la Fundació, construïda expressament per acollir els respatllers del cadirat gòtic de la Catedral de Girona, obra del mestre Eloi de Montbrai, obra magna del gòtic català del segle xiv.
Actualment, la Fundació Maurí és una Fundació privada regida per un patronat presidit per l'arquitecte Lluís Cuspinera i Font.
Com a museu és visitable lliurement tots els dimarts no festius de 4 a 7 de la tarda.